# 법원공무원교육원장
법원공무원교육원장(法院公務員敎育院長)은 법원공무원교육원을 대표하는 직위로, 판사나 정무직공무원으로 보한다.

## 역할
- (법원조직법 제77조제2항) 원장은 대법원장의 지휘를 받아 법원공무원교육원의 사무를 관장하며, 소속 직원을 지휘·감독한다.

## 역대 기관장

### 법원공무원교육원장
| 대법원장 | 대수           | 이름                              | 임기                               | 비고 |
| -------- | -------------- | --------------------------------- | ---------------------------------- | ---- |
| 이영섭   | 초대           | 이태찬(李兌燦)                    | 1979년 4월 16일 ~ 1980년 6월 1일   |      |
| 이영섭   | 2대            | 박영서(朴英緖)                    | 1980년 6월 1일 ~ 1981년 4월 20일   |      |
| 유태흥   | 직무 대리      | 이용현(李容炫)                    | 1981년 5월 1일 ~                   |      |
| 유태흥   | 3대            |                                   | ~ 1984년 7월 1일                   |      |
| 유태흥   | 4대            | 김용준(金容駿)                    | 1984년 7월 1일 ~ 1987년 7월 1일    |      |
| 김용철   | 4대            | 김용준(金容駿)                    | 1984년 7월 1일 ~ 1987년 7월 1일    |      |
| 5대      | 권대율(權大律) | 1987년 7월 1일 ~ 1989년 7월 1일   |                                    |      |
| 5대      | 권대율(權大律) | 1987년 7월 1일 ~ 1989년 7월 1일   | 이일규                             |      |
| 6대      | 허윤(許潤)     | 1989년 7월 1일 ~ 1990년 7월 1일   |                                    |      |
| 김덕주   | 7대            | 신신(申㳯)                        | 1990년 7월 1일 ~ 1992년 1월 1일    |      |
| 김덕주   | 8대            | 이덕수(李德秀)                    | 1992년 1월 1일 ~ 1994년 1월 1일    |      |
| 윤관     | 9대            | 강병호(姜炳浩)                    | 1994년 1월 1일 ~ (1996년 3월 이후) |      |
| 윤관     | 10대           | 김대원(金大遠)                    | ~ 1997년 6월 25일                  |      |
| 윤관     | 11대           | 박노증(朴魯增)                    | 1997년 6월 25일 ~ 1999년 1월 1일   |      |
| 윤관     | 12대           | 김주현(金胄顯)                    | 1999년 1월 1일 ~ 2000년 1월 1일    |      |
| 최종영   | 13대           | 이광철(李光哲)                    | 2000년 1월 1일 ~ 2003년 1월 1일    |      |
| 최종영   | 14대           | 김용구(金容九)                    | 2003년 1월 1일 ~ 2005년 1월 1일    |      |
| 최종영   | 15대           | 장호열(張虎烈)                    | 2005년 1월 일 ~ 2007년 1월 1일     |      |
| 이용훈   | 15대           | 장호열(張虎烈)                    | 2005년 1월 일 ~ 2007년 1월 1일     |      |
| 16대     | 구인회         | 2007년 1월 1일 ~ 2010년 7월 1일   |                                    |      |
| 17대     | 강영욱         | 2010년 7월 1일 ~ 2014년 6월 11일  |                                    |      |
| 17대     | 강영욱         | 2010년 7월 1일 ~ 2014년 6월 11일  | 양승태                             |      |
| 18대     | 구연모         | 2014년 6월 11일 ~ 2018년 1월 1일  |                                    |      |
| 18대     | 구연모         | 2014년 6월 11일 ~ 2018년 1월 1일  | 김명수                             |      |
| 19대     | 임용모         | 2018년 1월 1일 ~ 2021년 12월 31일 |                                    |      |
| 20대     | 문대영         | 2022년 1월 2일 ~ 2025년 1월 1일   |                                    |      |
| 조희대   | 21대           | 박상우                            | 2025년 1월 2일 ~                   |      |

## 같이 보기
- 법원공무원교육원